# ひきの真二
ひきの 真二（ひきの しんじ、1952年 - ）は、日本の漫画家。男性。大阪府八尾市出身。

## 経歴
1979年よりひきちん名義で、小学館の学年別学習雑誌である『小学四年生』の読者ページ「とびだせ 小4ランド」・「ひきちんのおせっかい広場」などで活躍する（1982年3月まで）。
1980年に「サマーライダー」により第8回小学館新人コミック大賞青年部門で佳作を受賞する。
1981年、『ビッグコミックスピリッツ』掲載の「みんな元気か!」で連載デビューし、小学館の児童向け雑誌に舞台を移し、オリジナル作品をいくつか掲載する。その後、NHK特番をコミック化した学習漫画を何冊も手がける。
初期の児童向け作品及びコンビニで働く若夫婦を主題にした『ドラマ新婚さん』は原作無しの作品であるが、他はほとんどが原作付き作品である。1999年より『ビッグコミック』に連載された空港を舞台とする『ビッグウイング』が人気となり、2001年にはTVドラマ化もされて代表作となる。
『やぶ医者のつぶやき』から引野真二（読みは同じ）のペンネームを使用し、しばらく併用していた。

## 作品リスト
- みんな元気か!（原作：やまさき十三、1981年、『ビッグコミックスピリッツ』連載、単行本全2巻）
- キャプテンあとむ（『小学四年生』1980年7月号）
- おじゃま!チョロスケ（『別冊コロコロコミック』1983年3月号 - 6月号）
- なんの!大ごい（『小学六年生』1983年5月号）引野真二名義
- ほっぷひっぷギャル（『少年サンデー』1983年27号（6月22日号））
- ドッカン大吉（『小学六年生』1983年8月号 - 1984年2月号）
- バッチリ! キメ太（『別冊コロコロコミック』1983年7月号 - 1984年3月号）
- 俺は剛太（『コミックバンバン』1983年）[3]
- ときめき愛スクール（『別冊コロコロコミック』1984年4月号 - 1984年8月号）
- たまげた!ドッカン（『小学六年生』1984年4月号 - 1984年11月号）
- まんが地球大紀行（監修：浜田隆士、1987年、単行本全6巻） NHK番組の漫画化作品
- まんが驚異の小宇宙・人体（監修：江口吾朗、1989年、単行本全3巻）  『NHKスペシャル』の漫画化作品
- ドラマ新婚さん コミックアクションキャラクター（双葉社 連載、1989年、単行本全3巻）
- 本田宗一郎本伝 -飛行機よりも速いクルマを作りたかった男-（原作：毛利甚八、小学館、1992年）
- 銀幕セレナーデ -下町人情キネマ-（原作：田沼雄一、小学館、1995年、単巻）
- 百貨興亡記（原作：たいら弘春、『DIME』連載、小学館、1995年、単行本全2巻）
- TODOを待ちながら -型破りカウンセラー物語-（原作：清水有生、小学館、1997年、単行本全2巻）
- てやんでぇ!!（原作：あべ善太、単行本未収録）
- やぶ医者のつぶやき （原作：森田功、『ビッグコミック』連載、1997年 - 1999年 単行本全4巻）  引野真二名義
- こんな家がほしい（原作：平良隆久、『ビッグコミック増刊号』掲載、1998年、単巻）
- 合気道橋本道場（原作：林律雄、さくら出版、1999年、単行本全2巻）  引野真二名義
- ビッグウイング-東京国際空港物語（原作：矢島正雄、『ビッグコミック』連載、1999年 - 2005年、単行本全18巻） 引野真二名義
- リンゴ（原作：やまさき十三、『ビッグコミック増刊号』掲載、2002年）
- 壱六のシチ! -質草物語-（原作：やまざきみき、日本文芸社、2003年、単巻）
- 夕焼け酒場（『ビッグコミック増刊号』掲載、2003年、短編）
- 華中華（原作：西ゆうじ、『ビッグコミック増刊号』→『ビッグコミック』連載、2003年 - 2013年、単行本全19巻） 原作者死去により未完
- SORA! -フライトアテンダント物語-（原作：矢島正雄、『ビッグコミック』連載、2005年 - 2007年、単行本全5巻） 引野真二名義
- 竜巻のクライシス（ストーリー：三条和都、小学館、2006年、単巻）
- みんなのバス（原作：西ゆうじ、『漫画サンデー』隔週連載、単行本全2巻）  引野真二名義
- ちゃぺ!津軽鉄道四季ものがたり（原作：川上健一、『ビッグコミック増刊号』連載、2007年 - 2008年、単巻）  引野真二名義
- 人情小料理 のぞみ（原作：毛利甚八、『サンデー毎日』連載、2012年 - ）
- 小学館版 学習まんが人物館 知里幸恵とアイヌ（監修：知里幸恵 銀のしずく記念館、シナリオ：三条和都、小学館、2017年、単巻）
- かっちゃく（『いぬまみれ』掲載）
- ねこさま（『いぬまみれ』『ねこまみれ』掲載）

### 参加作品
- 鬼平犯科帳（さいとう・たかを／さいとう・プロダクション、原案：池波正太郎） - さいとうの没後に構図を担当（ひきの・しんじ名義）